# 塞奧爾河
44°07′27″N 02°29′29″E / 44.12417°N 2.49139°E
塞奧爾河（法語：Céor，法語發音：[seɔʁ]）是法國的河流，位於該國南部，屬於維歐爾河的左支流，河道全長55.9公里，流域面積340平方公里，平均流量每秒4.6立方米，發源自萨勒屈朗，河口處在维欧尔河畔圣瑞斯特。

## 外部連結
- http://www.geoportail.fr （页面存档备份，存于）
- The Céor at the Sandre database （页面存档备份，存于）